# Dinár Republiky srbské
Dinár Republiky srbské byl oficiální peněžní jednotkou Republiky srbské a byl vydán Národní bankou Republiky srbské. V polovině roku 1992 dinár Republiky srbské nahradil SFRJ dinár, který byl do té doby oficiální měnovou jednotkou. První série bankovek byla představena v roce 1992 a byla vázána na Jugoslávský reformovaný FRY dinár, vůči kterému měla směnný kurz 1:1. Druhá série bankovek byla zavedena 1. října 1993 a nahradila předchozí v poměru 1:1 000 000, což odpovídalo nominální hodnotě nového dináru Federativní republiky Jugoslávie. Poté Republika srbská používala jugoslávskou měnu (nejprve tzv. „Avramović dinar“ 1. ledna 1994, poté „nový dinár Federativní republiky Jugoslávie“ 24. ledna 1994) až do roku 1998, kdy se začala používat konvertibilní známka.
Obě série papírových bankovek Republiky srbské byly uvedeny do oběhu pouze jako papírové bankovky. První série dinárů byla vydána v nominálních hodnotách od 10 dinárů do 10 miliard dinárů a druhá série dinárů byla vydána v hodnotách od 5 000 dinárů do 50 miliard dinárů. V každém z těchto dvou vydání se design různých nominálních hodnot dost lišil, většinou v barevných odstínech, s tím, že designy obou vydání se výrazně lišily. Na dináru z roku 1992 je na obou stranách bankovky erb Republiky srbské, zatímco na dináru z roku 1993 je portrét Petara Kočiće.

## Vztah měny k jiným dinárům
Kromě jugoslávského dináru měl dinár Republiky srbské rovnocenný vztah s dinárem Republiky Srbská Krajina. Dinár Republiky Srbská Krajina, byť s téměř identickým designem a zcela stejným směnným kurzem, však nebyl používán ve volném oběhu souběžně s dinárem Republiky srbské, který nahradil jugoslávský dinár.

## Bankovky

### Řada 1992
První sérii papírových bankovek Republiky srbské vydala Národní banka Republiky srbské, která změnila svůj název na Národní banka srbská v  Republice Bosna a Hercegovina, což byl původní a krátkodobý název Národní banky do změny názvu 12. srpna 1992. První série se skládá z 16 nominálních hodnot dinárů, které byly vytištěny v letech 1992 a 1993. Bankovky se tiskly v hodnotě 10 až 10 000 000 000 dinárů. Motiv na bankovkách je znak Republiky srbské. Prvních osm bankovek v hodnotě 10 až 50 000 dinárů obsahuje podpis prvního guvernéra Národní banky Republiky srbské a bylo vytištěno v roce 1992 a dalších jedenáct v hodnotě 100 000 do 10 000 000 000 dinárů obsahují podpis druhého guvernéra Národní banky Republiky srbské a byly vytištěny v roce 1993. Původní vzhled bankovek, který byl vyroben před 12. srpnem 1992, obsahuje nápis „Národní banka Republiky srbské v Bosně a Hercegovině“ a byl použit na prvních 14 bankovkách v hodnotě 10 až 10 000 000, zatímco poslední čtyři bankovky od 50 000 do 10 000 000 000 dinárů obsahuje nápis „Národní banka Republiky srbské“. Líc (avers) je psán azbukou a rub (revers) latinkou. Všechny bankovky této série obsahují sériové číslo ze 7 číslic. Bankovky v hodnotě 10 až 10 000 000 dinárů obsahují před sedmi číslicemi sériové označení „AA“, s výjimkou bankovky 1 000 dinárů, která je vedle značky „AA“ vytištěno a označena „AV“. Bankovky v hodnotě 50 000 000, 100 000 000, 1 000 000 000 a 10 000 000 000 dinárů před standardními sedmi číslicemi mají také pořadové číslo uvedené „A“ (např. „A 0100001“).

#### Velikost
Bankovky této série jsou tištěny v pěti velikostech (klišé).
- 10, 50, 100 din: 129 mm x 56 mm
- 500, 1 000, 5 000, 10 000 din: 139 mm x 66 mm
- 50 000 din: 139 mm x 59 mm
- 100 000 140 mm x 60 mm
- deset bankovek od 1 000 000 do 10 000 000 000 din: 129 mm x 56 mm

#### Vodoznak
Všechny bankovky této série obsahují ochranný proužek a vodoznak. Vodoznak se liší:
- 10, 50, 100 dinárů: postava dívky (motiv z jugoslávské bankovky 10 dinárů z roku 1990)
- 500, 1 000, 5 000, 10 000, 50 000 dinárů: postava chlapce (motiv z jugoslávské bankovky 50 dinárů z roku 1990)
- 100 000 dinárů: dívka s šátkem (motiv z jugoslávské bankovky 100 dinárů z roku 1990)
- 1 000 000, 5 000 000, 10 000 000 dinárů: postava dívky (motiv z jugoslávské bankovky 10 dinárů z roku 1990)
- 50 000,00

#### Hodnota

##### Řada 1992, vytištěno 1992.
Nominace 10, 50, 100, 500, 1 000, 5 000, 10 000 din.
- 10 (deset dinárů P-133a),
- 50 (padesát dinárů P-134a),
- 100 (sto dinárů P-135a),
- 500 (pět set dinárů P-136a),
- 1 000 (tisíc dinárů P-137a),
- 5 000 (pět tisíc dinárů P-138a),
- 10 000 (deset tisíc dinárů P-139a).

##### Řada 1992, tisk 1993.
Nominace od padesáti tisíc do deseti miliard dinárů.
- 50 000 (padesát tisíc dinárů P-140a),
- 100 000 (sto tisíc dinárů P-141a),
- 1 000 000 (jeden milion dinárů P-142a),
- 5 000 000 (pět milionů dinárů P-143a),
- 10 000 000 (deset milionů dinárů P-144a),
- 10 000 000 (10 milionů dinárů P-144b),
- 50 000 000 (padesát milionů dinárů P-145a),
- 100 000 000 (sto milionů dinárů P-146a),
- 1 000 000 000 (jedna miliarda dinárů P-147a),
- 10 000 000 000 (deset miliard dinárů P-148a).